# Dagenham
Dagenham is een wijk in het Londense bestuurlijke gebied Barking en Dagenham, in de regio Groot-Londen.

## Economie
In Dagenham staat sinds 1931 een grote motoren- en assemblagefabriek van de Amerikaanse automobielfabrikant Ford. In de Ford Dagenham fabriek zijn sindsdien meer dan 10 miljoen auto's en 40 miljoen motoren geproduceerd. De werkgelegenheid bereikte een piek in 1953 toen er zo'n 40.000 mensen aan de slag waren. In 2000 waren er nog ongeveer 8.000 werknemers en kwam, onder andere, de Ford Fiesta van de lopende band. Er werden in dat jaar 191.000 wagens geproduceerd terwijl de capaciteit op 250.000 stuks lag. De autoproductie werd gestaakt in 2002, maar er worden nog steeds ruim 1 miljoen motoren per jaar geproduceerd. Het is de grootste fabriek van Ford-motoren ter wereld en dan vooral dieselmotoren. In oktober 2012 werd aangekondigd dat 1.000 van de 4.000 banen gaan verdwijnen in 2013.

## Geboren
- Alf Ramsey (1920-1999), voetballer en trainer
- Dudley Moore (1935-2002), filmacteur
- Terry Venables (1943-2023), voetballer en voetbalcoach
- John Farnham (1949), zanger en acteur
- Wayne Mardle (1973), darter
- Stacey Solomon (1989), zangeres, model en presentatrice
- Alex Gilbey (1994), voetballer